# Psilosyrtis santacruzensis
Psilosyrtis santacruzensis is een platworm (Platyhelminthes). De worm is tweeslachtig. De soort leeft in of nabij zoet water op eilanden in het zuiden van de Grote Oceaan.
Het geslacht Psilosyrtis, waarin de platworm wordt geplaatst, wordt tot de familie Otoplanidae gerekend. De wetenschappelijke naam van de soort werd voor het eerst geldig gepubliceerd in 1974 door Ax & Ax.